# Goldberg (Naturschutzgebiet, Ostalbkreis)
Das Naturschutzgebiet Goldberg liegt auf dem Gebiet der Stadt Bopfingen und der Gemeinden Kirchheim am Ries und Riesbürg im Ostalbkreis in Baden-Württemberg.
Das Gebiet, in dem sich der 512,5 Meter hohe Goldberg erhebt, erstreckt sich südwestlich von Goldburghausen und nordwestlich von Pflaumloch – beide Ortsteile der Gemeinde Riesbürg. Nördlich und östlich des Gebietes verläuft die Kreisstraße K 3305 und südlich die B 29, westlich und südlich fließt der Goldbach, ein linker Nebenfluss der Eger.

## Bedeutung
Das rund 32,4 ha große Gebiet mit der Kennung 1.034 wurde im Jahr 1972 unter Naturschutz gestellt.